# أهلا بكم في عرض الفضاء
أهلا بكم في عرض الفضاء (باليابانية: 宇宙ショーへようこそ، بالروماجي: Uchū Shō e Yōkoso) (بالإنجليزية: Welcome to the Space Show) هو فيلم أنمي يابانية من إخراج كوجي ماسوناري ومن إنتاج استوديو أيه-1 بكتشرز. عرض الفيلم في اليابان في 18 فبراير عام 2010. 

## القصة
تدور أحداث القصة عن خمسة تلاميذ في المدرسة الابتدائية، وخلال رحلتهم المدرسية وأثناء بحثهم عن حيوانهم الأليف المفقود الأرنب بوتشي ريكمان، ينقذ الأطفال كلبًا فضائيًا مصابًا، وكمكافأة لمساعدتهم يدعوهم لزيارة القمر.

## الشخصيات
ناتسوكي كوياما (باليابانية: 小山 夏紀، بالروماجي: Koyama Natsuki)
أداء صوتي: تومويو كوروساوا
أماني سوزوكي (باليابانية: 鈴木 周، بالروماجي: Suzuki Amane)
أداء صوتي: هونوكا إيكيزوكي
كيوشي ساتو (باليابانية: 佐藤 清، بالروماجي: Satō Kiyoshi)
أداء صوتي: شوتارو أوزاوا
نوريكو نشيمورا (باليابانية: 西村 倫子، بالروماجي: Nishimura Noriko)
أداء صوتي: تاماكي ماتسوموتو
كوجي هارادا (باليابانية: 原田 康二، بالروماجي: Harada Kōji)
أداء صوتي: تاكوتو يوشيناغا
بوتشي ريكمان (باليابانية: ポチ・リックマン، بالروماجي: Pochi Rikkuman)
أداء صوتي: كيجي فوجيوارا

### شخصيات أخرى
نيبو
أداء صوتي: ريوسي ناكاو
ماري
أداء صوتي: ري إيغاراشي
بوغنر
أداء صوتي: ماسايا أونوساكا
هيستون
أداء صوتي: ماسانوري تاكيدا
روبي
أداء صوتي: ميتسورو مياموتو
إنك
أداء صوتي: مايو إينو
روبين
أداء صوتي: هيساو إيغاوا
تارو
أداء صوتي: كازواكي إيتو
هاناكو
أداء صوتي: نوريكو هيداكا
غوبا
أداء صوتي: غينغا بانغو
توني
أداء صوتي: نوبو توبيتا
ملك الحيوانات الأليفة
أداء صوتي: شينتشيرو ميكي
ميغومي سوزوكي
أداء صوتي: هيرومي هيراتا
توشيرو سوزوكي
أداء صوتي: روكورو نايا
هاجيمي هارادا
أداء صوتي: توموفومي تاكي
كيوكو هارادا
أداء صوتي: إيومي تسونيماتسو
ماساهيكو نيشيمورا
أداء صوتي: كازوهيسا جوكو
هيروتو نيشيمورا
أداء صوتي: روي هاياشي
كينيتشي كوياما
أداء صوتي: توشيميتسو أودا
كوياما شيميزو
أداء صوتي: ساتسوكي يوكينو
ميتسورو ساتو
أداء صوتي: ميكي إيتو
يابو
أداء صوتي: تشيوا سايتو
ضابط الهجرة
أداء صوتي: ماكو
والد يابو
أداء صوتي: ياسوميتشي كوشيدا
جليسه الأطفال
أداء صوتي: شوكو كيكوتشي
مجموعة من الشباب
أداء صوتي: تايرا كيكوموتو
التاجر الأسود
أداء صوتي: كيوشي كاتسونوما
مراقب الحركة الجوية
أداء صوتي: دايتشي إندو

## روابط خارجية
- الموقع الرسمي (باليابانية)
- أهلا بكم في عرض الفضاء على موقع Hawaii International Film Festival
- أهلا بكم في عرض الفضاء على موقع مهرجان برلين السينمائي الدولي
- أهلا بكم في عرض الفضاء على موقع Sydney Film Festival
- أهلا بكم في عرض الفضاء على موقع IMDb (الإنجليزية)
- أهلا بكم في عرض الفضاء على موقع روتن توميتوز (الإنجليزية)
- أهلا بكم في عرض الفضاء على موقع ألو سيني (الفرنسية)
- أهلا بكم في عرض الفضاء على موقع أول موفي (الإنجليزية)
- أهلا بكم في عرض الفضاء على موقع فيلمافينيتي (الإسبانية)
- أهلا بكم في عرض الفضاء على موقع قاعدة بيانات الفيلم (الإنجليزية)
- أهلا بكم في عرض الفضاء على موقع ليتربوكسد (الإنجليزية)
- أهلا بكم في عرض الفضاء على موقع كينوبويسك (الروسية)
- أهلا بكم في عرض الفضاء على موقع ANN anime (الإنجليزية)